# 奪われし玉座:ウィッチャーテイルズ
『奪われし玉座：ウィッチャーテイルズ』（うばわれしぎょくざ：ウィッチャーテイルズ、英語: Thronebreaker: The Witcher Tales）は、2018年にポーランドのCD Projekt REDが開発及び販売したコンピュータゲーム。アンドレイ・サプコフスキによるポーランドのファンタジー小説『ウィッチャー』を原作とする、同社のウィッチャーシリーズのスピンオフ作品であり、当初はグウェント：ウィッチャーカードゲームのシングルプレイヤーキャンペーンとして開発されていたが、2018年8月に単独作品に変更されたことがアナウンスされた。2018年10月23日にPC版が発売され、2018年12月4日にはPlayStation 4版とXbox One版が、2020年1月28日にはNintendo Switch版が発売された。

## ゲーム内容
プレイヤーは、『ウィッチャー』世界に存在する北方諸国の小国ライリアとリヴィアの女王メーヴを操作し、ゲームを進めていく。腹心の部下カールドウェル伯爵と息子のヴィレム王子の裏切りによって、ライリアとリヴィアは南方のニルフガード帝国の手に落ちた。メーヴは祖国奪還のため、忠臣レイナードや元盗賊のガスコンらからなる独立愚連隊を指揮して北方諸国各地を冒険することになる。
ゲームの舞台となるロケーションは、リヴィア、エイダーン、マハカム、アングレン、ライリアの５つ。これらは、いずれも過去のゲームシリーズで舞台にならなかった地域である。見下ろし型のマップには、戦闘や物語の進行を伴うイベントポイントが点在している他、自軍（デッキ）の強化に必要となる資材や、収集することで新カード入手が可能なアイテムなどが散在している。また、メーヴの軍勢は自由にカスタマイズ可能なカードデッキで表現され、戦闘シーンは「グウェント」の形式で演出される。
- 基本ルール
  - 各プレイヤーは、毎ターンそれぞれ１枚ずつ手札からカードを使用する。
  - 戦力値やアビリティの異なるユニットが多数存在。他の自軍ユニットの戦力値を強化したり、逆に敵軍ユニットの戦力値を削ることが可能。
  - 最終的な戦力の合計値が高いプレイヤーがラウンド勝利となる。
  - 3ラウンド中2ラウンド先取した時点でゲームが終了する。

また、ゲームを進行していくと、プレイヤーは様々な局面で、自軍の行く末を左右する難しい選択を強いられることになる。選択はストーリーに変化を引き起こす他、ユニークなユニットとの合流・離脱を伴うこともしばしばある。プレイヤーは国を背負う指導者としてのメーヴの心境に寄り添い、際どい局面を切り抜けていく胆力が求められる。キャンペーンクリアのボリュームは、約30時間。

## 受賞歴
- 2018年 Global Game Awards Best Story賞　受賞
- 2018年 IGN'S Best of 2018 Best PC Game of 2018(People's Choice)　受賞
- 2018年 SA Gamer Awards Best Puzzle賞　受賞
- 2018年 PC World Editor's Choice Awards Best Single Player賞　受賞
- 2019年 Digital Dragons Awards Best Polish Game Soundtrack賞　受賞